# الزاوية (جيجل)
الزاوية هي قرية صغيرة من قرى منطقة الأشواط التابعة لبلدية جيملة ،تقع على تلة مقابل ميناء جن جن ( ولاية جيجل -الجمهورية الجزائرية ).